# Хейстингс, Макс
Макс Хейстингс (англ. Sir Max Hugh Macdonald Hastings, род. 28 декабря 1945) — британский историк, писатель, журналист. Автор многочисленных книг о Второй мировой войне.

## Биография
Отец Макса Хейтингса, Макдоналд Хейстингс (1909—1982), был военным корреспондентом, мать Анна Скотт-Джеймс работала редактором журнала Harper’s Bazaar.
Макс окончил школу Чартерхаус и поступил в Университетский колледж Оксфорда, который бросил через год.
Работал журналистом в более чем 60 странах и 11 военных конфликтах. Десять лет был главным редактором The Daily Telegraph (1986—1995). В 2002 году был посвящён в рыцари-бакалавры.

## Книги
- 1968 — англ. «The Fire This Time» (ISBN 0-575-00234-4)
- 1969 — англ. «The Fight for Civil Rights in Northern Ireland» (ISBN 0-575-00482-7)
- 1977 — англ. «Montrose: The King's Champion» (ISBN 0-575-02226-4)
- 1979 — англ. «Bomber Command» (ISBN 0-7181-1603-8)
- 1980 — англ. «Battle of Britain by Len Deighton, Max Hastings» (ISBN 0-224-01826-4)
- 1980 — англ. «Yoni - Hero of Entebbe: Life of Yonathan Netanyahu» (ISBN 0-297-77565-0)
- 1981 — англ. «Das Reich: Resistance and the March of the Second SS Panzer Division Through France, June 1944» (ISBN 0-7181-2074-4)
- 1982 — англ. «Das Reich: March of the Second SS Panzer Division Through France» (ISBN 0-03-057059-X)
- 1983 — англ. «The Battle for the Falklands by Max Hastings, Simon Jenkins» (ISBN 0-393-01761-3)
- 1984 — англ. «Overlord: D-Day and the Battle for Normandy» (ISBN 0-671-46029-3)
- 1985 — англ. «The Oxford Book of Military Anecdotes (ed.)» (ISBN 0-19-214107-4)
- 1985 — англ. «Victory in Europe» (ISBN 0-297-78650-4)
- 1987 — англ. «The Korean War» (ISBN 0-7181-2068-X)
- 1989 — англ. «Outside Days» (ISBN 0-7181-3330-7)
- 1992 — англ. «Victory in Europe: D-Day to V-E Day» (ISBN 0-316-81334-6)
- 1999 — англ. «Scattered Shots» (ISBN 0-333-77103-6)
- 2000 — англ. «Going to the Wars» (ISBN 0-333-77104-4)
- 2002 — англ. «Editor: A Memoir» (ISBN 0-333-90837-6)
- 2004 — англ. «Armageddon: The Battle for Germany 1944–45», (ISBN 0-333-90836-8)
- 2010 — англ. «Did You Really Shoot the Television?: A Family Fable» (ISBN 978-0007271719)
- 2015 — англ. «The Secret War: Spies, Codes And Guerrillas, 1939–45» (ISBN 978-0007503742)
- 2018 — англ. «Vietnam: An Epic Tragedy 1945-1975»
- 2019 — англ. «Chastise: The Dambusters Story 1943» (ISBN 9780008280529)

На русском
- Макс Хейстингс. Вторая мировая война: Ад на земле. — М.: Альпина нон-фикшн, 2015. — 698 с. — ISBN 978-5916713527.
- Макс Хейстингс. Первая мировая война: Катастрофа 1914 года. — М.: Альпина нон-фикшн, 2015. — 604 с. — ISBN 978-5-91671-391-6.
- Макс Хейстингс. Вьетнам. История трагедии. 1945-1975. — М.: Альпина нон-фикшн, 2021. — 868 с. — ISBN 978-5-00139-264-4.